# Porcelænsmaler
Porcelænsmaler er en kunstner, der maler dekorative motiver på porcelæn, lertøj og stentøj og udsmykker dem, inden disse glaseres.
Porcelænsmaleri har udviklet sig sammen med porcelænets opfindelse i Kina omkring år 700. I meget lang tid var kinesisk porcelæn eftersøgt som meget sart, besværligt at transportere og derved dyrt eksportvare i Europa. Kun de velhavende som adelen havde råd til porcelæn. Da den hemmelige opskrift på porcelænsfremstilling endelig blev kendt i Europa i oplysningstiden, åbnede de kongelige hoffer straks sine egne porcelænsfabrikker og derved kunne beholde profitterne selv. At have en porcelænsmaler ansat var et tegn på høj status og velhavenhed hos de kongelige. Andre samfundslag måtte nøjes med selv at udsmykke sit billige lertøj og stentøj, mens ægte porcelæn forblev eftersøgt helt frem til det 20. århundrede, på trods af øget industriproduktion i det 19. århundrede.
I Danmark var den mest kendte porcelænsmaler Johann Christoph Bayer, der i et årti havde malet Flora Danica stellets motiver nøjagtigt efter Flora Danica planteleksikonet. Det enorme stel blev hans livsværk og et kongeligt klenodie siden det endte som gave til kong Christian den 7., i stedet for Katarina den Store, som det oprindeligt var tiltænkt.
Et andet dansk og populært porcelænsmaleri var Mussel håndmalet på porcelæn fra den Kongelige Porcelænsfabrik, der siden blev til Royal Copenhagen. De sirlige blå Mussel-linjer og muslinge-rifler var gået af mode før anden verdenskrig, men blev stærkt eftersøgt igen i det 21. århundrede med retromodens tilbagevending. I 2008 har Royal Copenhagen gået forbrugerne i forkøbet og printer nu forstørrede og moderniserede Mega-Mussel design i både blåt og sort på sine populære stel.
Kunstkeramikere, der formgiver og brænder deres porcelæn eller lertøj, kan også være porcelænsmalere, der selv kan tilføje motiver og glasurer for derved at udtrykke deres kunstneriske vision. Dette er i modsætning til tidligere europæisk industrialders opdeling af maskinel keramikformgivning og store stab af anonyme porcelænsmalere. Her kan nævnes den bornholmske kunstnerfamilie, hvor Lisbeth Munch-Petersen, hendes søster, Gertrud Vasegaard og niece Myra Vasegaard i årtier havde sat stilen an i dansk keramik og malede selv deres motiver.